# Roselyn P. Epps
Roselyn Elizabeth Payne Epps (11 décembre 1930 - 29 septembre 2014) est une pédiatre et médecin de santé publique américaine. Elle est la première présidente afro-américaine de l'American Medical Women's Association et écrit plus de 90 articles professionnels. Elle meurt le 29 septembre 2014.

## Enfance
Roselyn Epps est née le 11 décembre 1930 à Little Rock en Arkansas, mais grandit à Savannah, Géorgie. Elle fréquente l'université Howard à Washington D.C. où elle s'est spécialisée en zoologie et en chimie et y a poursuivi ses études de médecine, obtenant son diplôme en 1955.

## Carrière
Roselyn Epps obtient sa maîtrise en santé publique de l'université Johns Hopkins en 1973, après avoir terminé son internat et travaillé au Bureau de la santé maternelle et infantile du Département de la santé publique de D.C. pendant 10 ans.
Pendant qu'elle travaille au département de la santé de D.C., Roselyn Epps occupe plusieurs titres tels que « chef de la division des nourrissons et des enfants d'âge préscolaire », « directeur du projet pour les enfants et les jeunes », ou « chef du bureau de la santé maternelle et infantile ». Roselyn Epps est nommée au poste de « commissaire de la santé publique » au sein du département de la santé publique de D.C. en 1980, où elle supervise 3 000 employés et gère un budget de 35 millions de dollars.
De 1984 à 1989, Roselyn Epps, en tant que chef de la division du développement de l'enfant et directrice du Child Development Center de l'université Howard, travaille sur un projet visant à identifier les enfants ayant des difficultés d'apprentissage et à les aider, ainsi que leurs écoles et leurs parents.
Roselyn Epps est administratrice de programmes scientifiques à l'Institut national du cancer des Instituts nationaux de la santé de 1995 à 1998. Pendant cette période, elle s'est concentrée sur la diffusion des connaissances relatives aux résultats de la recherche sur la prévention et le sevrage tabagique, tant au niveau national qu'international. Dans un projet distinct, elle s'est concentrée sur le dépistage et le diagnostic du cancer.
En 1988, Roselyn Epps est la première femme et la première afro-américaine à devenir présidente de l'Académie américaine de pédiatrie, section de Washington D.C. Trois ans plus tard, elle est élue présidente de l'American Medical Women's Association (AMWA). Elle est également la première Afro-américaine à occuper ce poste. Un an après, en 1992, Roselyn Epps est la première femme afro-américaine à devenir présidente de la Medical Society de la région de Washington D.C..
En tant que présidente nationale de l'AMWA, elle travaille à la création de la Fondation de l'AMWA, qui finance ses initiatives en faveur de la santé des femmes et soutient la défense de la recherche, les services bénévoles et les programmes de bourses d'études.

## Principaux travaux
Roselyn Epps est l'autrice de plus de 90 articles professionnels, dont 16 ont été publiés comme chapitres de livres. Elle a également coédité The Women's Complete Healthbook et Developing a Child Care Program.

## Prix
- Prix Foremother du National Center for Health Research, 2007[4]